# Chicken bus

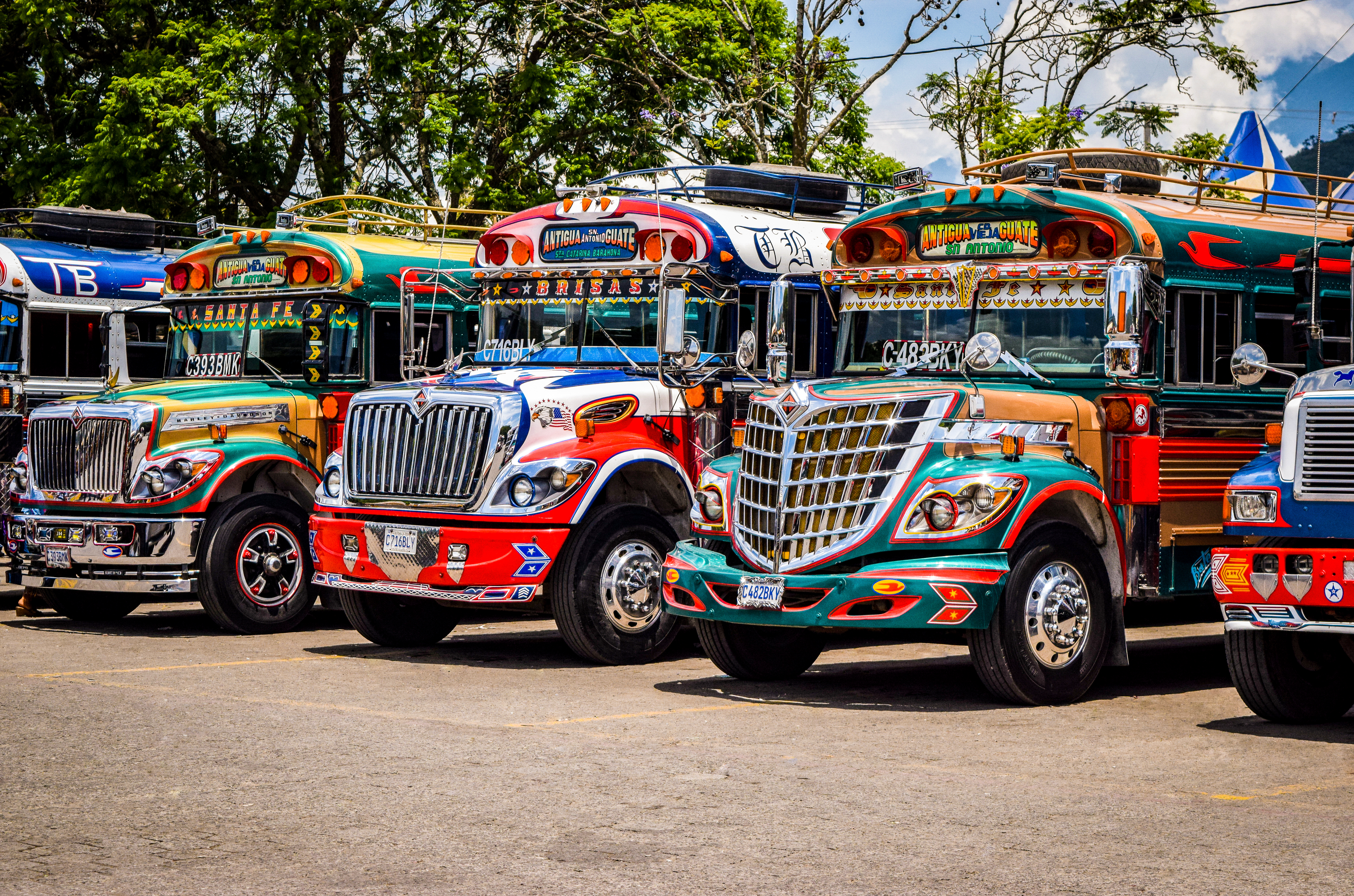
Chicken buses en la ciudad de Antigua Guatemala.

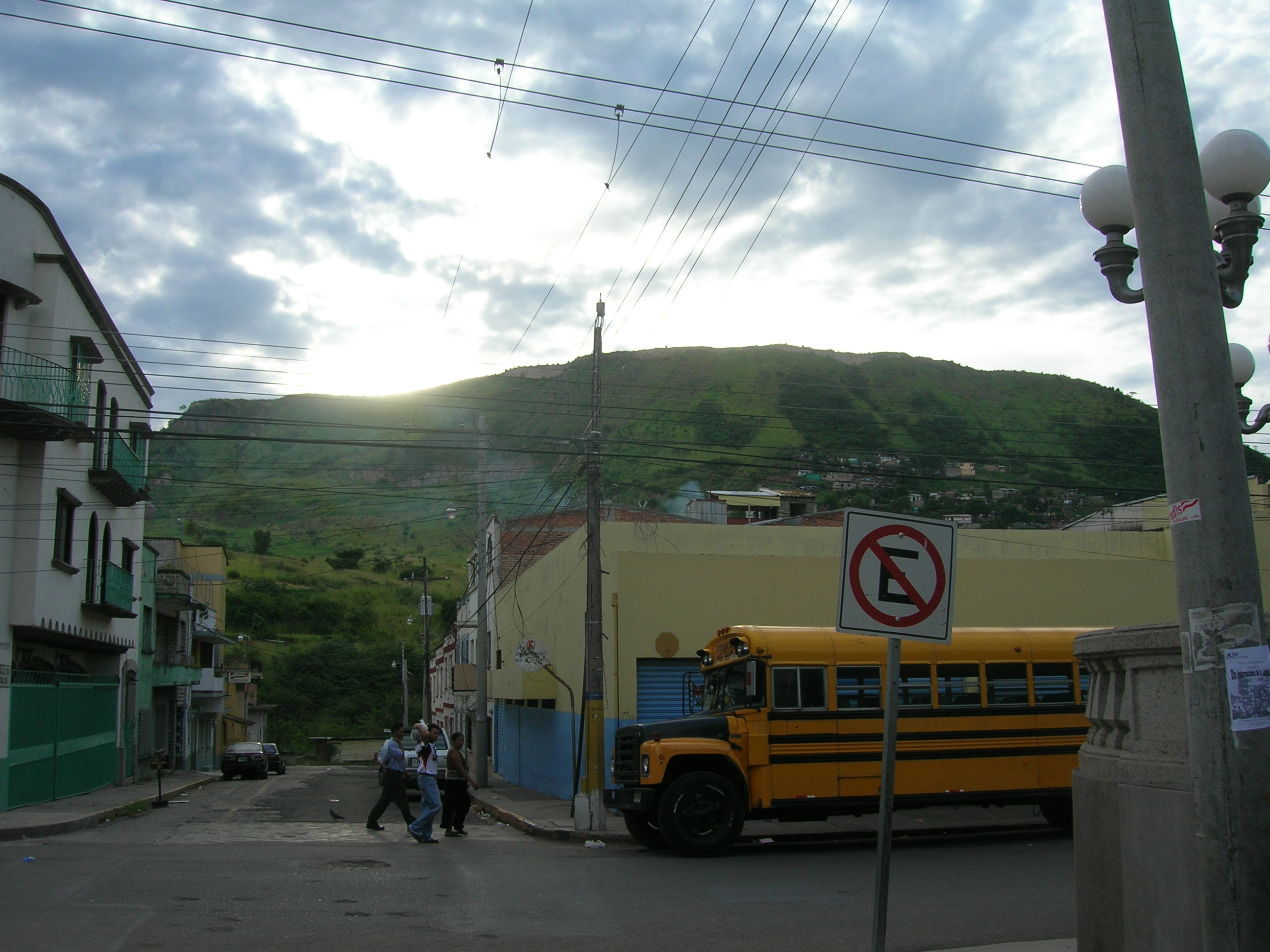
Un Chicken Bus en Tegucigalpa, la capital de Honduras.

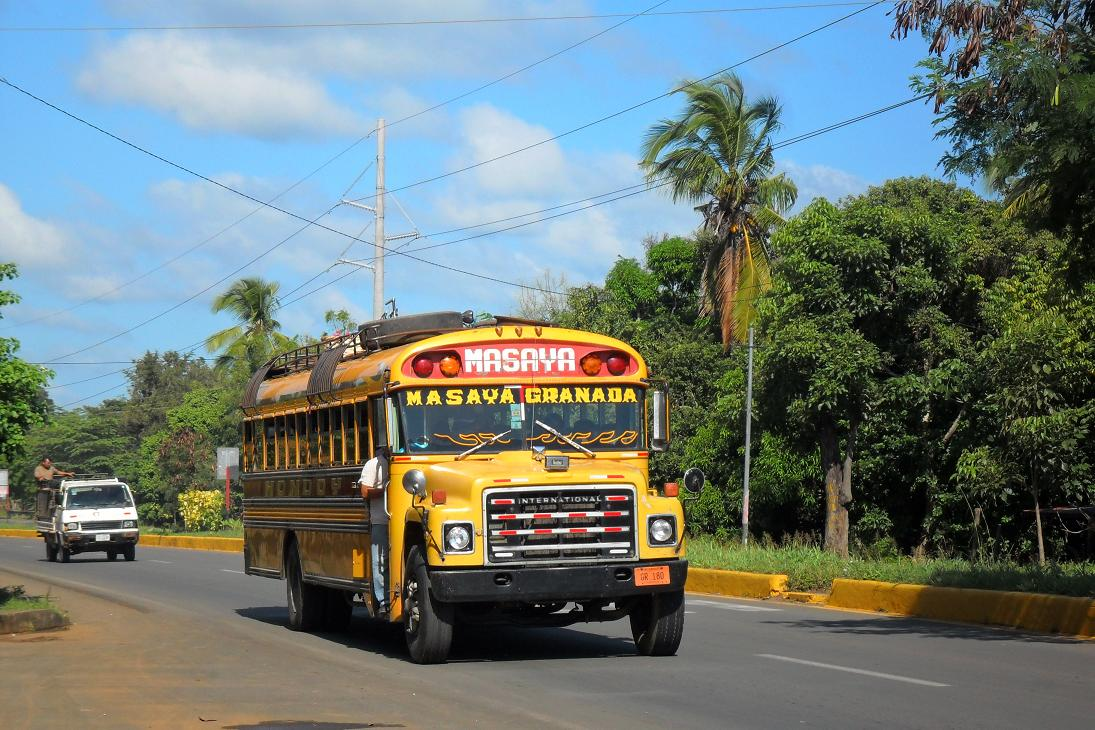
Un Chicken Bus en la carretera Managua-Granada, Nicaragua.

Un Chicken Bus (español: "camioneta de pollos" o "trambilla", el último refiriéndose a "tranvía") es un nombre coloquial en inglés para un autobús colorido, modificado y decorado que transporta bienes y personas entre comunidades en varios países  latinoamericanos, especialmente Honduras, Guatemala, El Salvador,Costa Rica, Nicaragua y Panamá. En este último, los chicken buses son también conocidos como "Diablos Rojos"
La base del vehículo es normalmente un  autobús escolar norteamericano retirado.  La palabra "Chicken" (Pollo) puede referirse al hecho que los autobuses a menudo están abarrotados de pasajeros, o al hecho de que los centroamericanos ocasionalmente transportan animales vivos en esos autobuses, una práctica que los visitantes de otros países a menudo encuentran Notable En Panamá, el vehículo base también puede ser un pasajero Toyota Hiace o Hyundai County o Toyota Coaster similar y a menudo se deja pintado de blanco. Si se usa un Toyota Coaster, el autobús se conoce localmente como "Chiva", y si se usa un Toyota HiAce, la camioneta se llama "busito".

## Operación
A menudo dos hombres jóvenes trabajan en la operación de un autobús, uno quien tendrá su licencia de conducir, mientras el otro se le conoce como "ayudante". El ayudante es responsable de los pasajeros y su equipaje, recogiendo el dinero, y organizando las maletas, ganado, o producto en el techo del autobús–a menudo mientras la unidad está en movimiento. Anunciar en voz alta los destinos a los que llega el autobús también es una responsabilidad del ayudante.
Algunos autobuses tienen pintura vibrante, incluye el nombre del autobús y la ruta permanente. A menudo también se emplean imágenes religiosas. Tales formas de transporte están completamente llenas de pasajeros (siempre que sea posible) y luego son conducidas a sus destinos a máxima velocidad. Algunos países, como Nicaragua subsidian sus autobuses y establecen precios máximos, que a menudo terminan siendo el precio de facto de la ruta. Sin embargo, a diferencia de los conductores de autobuses en Europa, los conductores suelen ser autónomos o miembros de cooperativas y mantienen las tarifas para cubrir (parte de) sus gastos, lo que motiva la sobrecarga de pasajeros mencionada anteriormente.
En Panamá, esta clase de autobuses es más generalmente conocida como "Autobuses piratas" desde entonces  están considerados por el gobierno como ilegal, incluso ha habido casos de estos autobuses que son operados por conductores que no tienen la licencia de conducir adecuada. También optan por utilizar autobuses más pequeños que no requiere una licencia especial, además que un autobús más pequeño consume menos combustible y puede aumentar los ingresos y beneficios considerablemente. Se suponía que este tipo de autobuses se eliminarían entre finales de 2011 y principios de 2012, para ser reemplazados por el sistema de transporte "Metro Bus". Sin embargo, pronto reaparecieron, ya que al principio, el servicio ofrecido por el nuevo sistema era considerado por muchos como malo, con autobuses a menudo superpoblados en las horas pico. Esto fue facilitado por el hecho de que la importación de autobuses escolares de estilo norteamericano todavía estaba permitida, pero solo para empresas privadas. Pronto, el antiguo sistema de transporte resurgió, y pronto fue declarado ilegal por el gobierno panameño. Los esfuerzos para detener este sistema de transporte han tenido poco éxito. La importación de tales autobuses de estilo norteamericano pronto también fue prohibida, para todas las empresas, organizaciones e individuos, sin excepciones.